# Bennie Muller
Bernardus „Bennie” Muller (ur. 14 sierpnia 1938 w Amsterdamie, zm. w styczniu 2024) – piłkarz holenderski pochodzenia żydowskiego grający na pozycji pomocnika. W swojej karierze rozegrał 43 mecze i strzelił 2 gole w reprezentacji Holandii. Jego syn Danny Muller, także był piłkarzem.

## Kariera klubowa
Swoją karierę piłkarską Muller rozpoczął w Ajaksie Amsterdam. W 1957 roku awansował do kadry pierwszego zespołu Ajaksu. 15 stycznia 1958 zadebiutował w Eredivisie w przegranym 0:3 wyjazdowym meczu z MVV Maastricht. Od sezonu 1958/1959 był podstawowym zawodnikiem Ajaksu. 22 marca 1959 w meczu z SHS Den Haag (9:2) strzelił swojego pierwszego gola w holenderskiej ekstraklasie. W sezonie 1959/1960 osiągnął z Ajaksem swój pierwszy sukces w karierze, gdy wywalczył z nim swój pierwszy tytuł mistrza Holandii. Z kolei w sezonie 1960/1961 zdobył z Ajaksem pierwszy Puchar Holandii. Po mistrzostwo kraju z Ajaksem sięgał również w sezonach 1965/1966, 1966/1967, 1967/1968 i 1969/1970. Z kolei krajowy puchar zdobywał również w sezonach 1966/1967 i 1969/1970. W Ajaksie występował do końca sezonu 1969/1970. Wystąpił w nim w 341 ligowych meczach i strzelił w nich 27 goli.
Latem 1970 roku odszedł z Ajaksu do SHS Den Haag. Występował w nim przez rok. W 1971 roku przeszedł do drugoligowego Blauw-Wit Amsterdam. Występował w nim przez rok, a w 1972 roku zakończył karierę w wieku niespełna 34 lat.
| Sezon   | Klub                | Kraj     | Rozgrywki      | Mecze | Bramki |
| ------- | ------------------- | -------- | -------------- | ----- | ------ |
| 1957/58 | AFC Ajax            | Holandia | Eredivisie     | 11    | 0      |
| 1958/59 | AFC Ajax            | Holandia | Eredivisie     | 29    | 2      |
| 1959/60 | AFC Ajax            | Holandia | Eredivisie     | 32    | 3      |
| 1960/61 | AFC Ajax            | Holandia | Eredivisie     | 33    | 3      |
| 1961/62 | AFC Ajax            | Holandia | Eredivisie     | 31    | 2      |
| 1962/63 | AFC Ajax            | Holandia | Eredivisie     | 29    | 3      |
| 1963/64 | AFC Ajax            | Holandia | Eredivisie     | 17    | 2      |
| 1964/65 | AFC Ajax            | Holandia | Eredivisie     | 26    | 2      |
| 1965/66 | AFC Ajax            | Holandia | Eredivisie     | 30    | 2      |
| 1966/67 | AFC Ajax            | Holandia | Eredivisie     | 34    | 7      |
| 1967/68 | AFC Ajax            | Holandia | Eredivisie     | 33    | 3      |
| 1968/69 | AFC Ajax            | Holandia | Eredivisie     | 24    | 1      |
| 1969/70 | AFC Ajax            | Holandia | Eredivisie     | 12    | 0      |
| 1970/71 | SHS den Haag        | Holandia | Topklasse      | ?     | ?      |
| 1971/72 | Blauw-Wit Amsterdam | Holandia | Eerste divisie | ?     | ?      |

## Kariera reprezentacyjna
W reprezentacji Holandii Muller zadebiutował 3 kwietnia 1960 roku w wygranym 4:2 towarzyskim meczu z Bułgarią, rozegranym w Amsterdamie. W swojej karierze grał w: eliminacjach do MŚ 1962, do ME 1964, do MŚ 1966, do ME 1968 i do MŚ 1970. Od 1960 do 1968 roku rozegrał w kadrze narodowej 43 mecze i strzelił w nich 2 gole.